# Laphria sobria
Laphria sobria är en tvåvingeart som beskrevs av Walker 1857. Laphria sobria ingår i släktet Laphria och familjen rovflugor. Inga underarter finns listade i Catalogue of Life.